# Horismenus bennetti
Horismenus bennetti är en stekelart som beskrevs av Schauff 1987. Horismenus bennetti ingår i släktet Horismenus och familjen finglanssteklar.
Artens utbredningsområde är:
- Belize.
- Dominikanska republiken.
- Jamaica.
- Puerto Rico.

Inga underarter finns listade i Catalogue of Life.